# Leo Niehorster
Leo Niehorster (* 8. Februar 1947 in Den Haag, Niederlande) ist ein US-amerikanisch-niederländischer Autor.

## Leben
Als Sohn einer US-amerikanischen Mutter und eines niederländischen Vaters in den Niederlanden geboren, lebte er bis zu seinem zwanzigsten Lebensjahr des Öfteren im Ausland, so unter anderem in Peru, England und Mexiko. Er diente von 1968 bis 1972 in der US-Army, davon ab 1970 in der 130th Engineer Brigade in Hanau. Danach blieb er überwiegend in Deutschland und lebt jetzt in Hannover. Im Jahre 1982 erwarb er an der Columbia Pacific University den Titel eines Ph.D. (englisch: Doctor of Philosophy) in Geschichte. Er ist Autor diverser gedruckter englischsprachiger Veröffentlichungen über den Zweiten Weltkrieg. Auszüge seiner Bücher veröffentlicht er auf seiner eigenen englischsprachigen Internetseite unter dem Titel: World War II Armed Forces – Orders of Battle and Organizations.

## Werke
- The Royal Hungarian Army 1920–1945: Organization and History
- GERMAN WORLD WAR II Organizational Series
- German Army 1939–1945: An Order of Battle
- The United States Armed Forces Order of Battle – 7 December 1941